# جنگل‌بان سارپیدون
جنگل‌بان سارپیدون (نام علمی: Zygaena sarpedon) نام یک گونه از تیره جنگل‌بانان است.این گونه در فرانسه، ایتالیا، و شبه‌جزیره ایبری زندگی می‌کند. پهنای بال‌هایش ۲۴ تا ۲۸ میلی‌متر است.